# شنين القبة (المخادر)

تعديل مصدري - تعديل

شنين القبة هي إحدى قرى عزلة السحول بمديرية المخادر التابعة لمحافظة إب، بلغ تعداد سكانها 665 نسمة حسب تعداد اليمن لعام 2004.